# El Comanche
El Comanche är en ort i Mexiko.   Den ligger i kommunen Omitlán de Juárez och delstaten Hidalgo, i den sydöstra delen av landet, 100 km nordost om huvudstaden Mexico City. El Comanche ligger 2 363 meter över havet och antalet invånare är 250.
Terrängen runt El Comanche är lite bergig. Runt El Comanche är det ganska tätbefolkat, med 93 invånare per kvadratkilometer. Närmaste större samhälle är Pachuca de Soto, 14,4 km sydväst om El Comanche. I omgivningarna runt El Comanche växer i huvudsak blandskog.